# Rubus christianseniorum
Rubus christianseniorum är en rosväxtart som beskrevs av Heinrich E. Weber. Rubus christianseniorum ingår i släktet rubusar, och familjen rosväxter. Inga underarter finns listade i Catalogue of Life.